# Гречухин, Вадим Леонидович
Вадим Леонидович Гречухин (6 декабря 1939 — 6 февраля 1995, Адыгея) — советский хоккеист, нападающий. Мастер спорта СССР.

## Биография
Воспитанник горьковского хоккея. Выступал за команды «Динамо» Горький (1959/60), «Торпедо» Горький (1960/61 — 1962/63, класс «А»), СКА Куйбышев (1963/64 — 1965/66), «Дизелист» Пенза (1966/67), «Ермак» Ангарск (1966/67), «Торпедо» Ярославль (1967/68), «Мотор» Барнаул, «Вымпел» Междуреченск (1968/69).
Серебряный призёр чемпионата СССР 1960/61, финалист Кубка СССР 1961.